# Crossett
Crossett ist eine US-amerikanische Stadt im Süden von Arkansas im Ashley County. Sie hat etwa 6100 Einwohner (Stand Volkszählung 2000) auf einer Fläche von 15,6 km².
Crossett liegt nahe der Staatsgrenze zu Louisiana. Größter Arbeitgeber ist die Papierfabrik Georgia Pacific.

## Söhne und Töchter der Stadt
- Barry Switzer (* 1937), American-Football-Trainer
- K. T. Oslin (1942–2020), Country-Sängerin und Songschreiberin
- Jeremy Evans (* 1987), Basketballspieler